# The Cup Final Mystery
The Cup Final Mystery è un cortometraggio muto del 1914 diretto da Maurice Elvey che vi appare anche in un piccolo ruolo.

## Produzione
Il film fu prodotto dalla Motograph.

## Distribuzione
Distribuito dalla Motograph, uscì nelle sale cinematografiche britanniche nel marzo 1914.